# لودفيش الأول (دوق بادن الأكبر)
لودفيش الأول (بالألمانية: Ludwig I. von Baden)‏ (Ludwig I؛ 9 فبراير 1763 - 30 مارس 1830) تولى دوقية بادن الكبرى في 8 ديسمبر 1818. كان عم سلفه كارل لودفيش فريدرش، وضعت وفاته علامة نهاية خط زيرينغن من آل بادن. خلفه أخوه غير الشقيق ليوبولد.
أمـّن استمرار وجود جامعة فرايبورغ في عام 1820، وبعد ذلك سميت بجامعة ألبرشت لودفيش. كما أسس مدرسة كارلسروه العليا للفنون التطبيقية في عام 1825. وهي أقدم مدرسة فنية في ألمانيا.
أدت وفاة لودفيش في عام 1830 إلى الكثير من الشائعات. عنت وفاته أيضاً انقراض خطه من عائلة بادن. آلت خلافة بعد ذلك أبناء الزواج المرغنطي الثاني للدوق الأكبر كارل فريدريش من لويز كارولينه غير فون غيرسبيرغ، التي جـُعلت كونتيسة هوخبيرغ في النبالة النمساوية بناءً على طلب شخصي من كارل فريدريش.
بعد وفاة لودفيش، دار الكثير من النقاش حول رجل غامض في السابعة عشرة من العمر يدعى كاسبر هاوزر، كأنه قد ظهر من العدم في عام 1828. قبل سبعة عشر عاماً، توفي الابن البكر للدوق الأكبر مستقبلاً كارل فريدريش لودفيش وزوجته ستيفاني في إطار تم تصويره لاحقاً وفقاً لظروف غامضة. كان هنالك في ذلك الوقت وما زال حتى اليوم (عام 2007) تكهنات بأن هاوزر، الذي توفي (قتل ربما) في عام 1833، كان هو ذلك الطفل.
بالتعاون مع المهندس المعماري فريدرش فاينبرينر، لويس هو المسؤول عن معظم المباني إحياء الكلاسيكية في وسط المدينة وبناء هرم كارلسروه.